# Chaussée de la Hulpe (Route nationale 275 - Belgique)
 (août 2024).
Si vous disposez d'ouvrages ou d'articles de référence ou si vous connaissez des sites web de qualité traitant du thème abordé ici, merci de compléter l'article en donnant les références utiles à sa vérifiabilité et en les liant à la section « Notes et références ».
Pour les articles homonymes, voir Route 275.
La Chaussée de la Hulpe est une chaussée qui commence à la Rue des Combattants dans la commune de La Hulpe et se termine à la chaussée de Waterloo à Uccle en passant dans les communes de Watermael-Boitsfort et Hoeilaart.

Elle commencé son trajet à partir de la Chaussée de Waterloo à Uccle, elle passe sous le bois de la cambre pour atteindre la commune de Watermael-Boitsfort et l'Hippodrome de Boitsfort. Elle continue tout droit et croise le Ring 0 (Ring de Bruxelles), et arrive à la Région Flamande dans la commune de Hoeilaart. Elle traverse ensuite la commune de La Hulpe et se termine sur la Rue des Combattants.